# Ташкинская
Ташкинская (также Маматкуйская; укр. Ташкинська, крымскотат. Taşke, Ташке) — маловодная балка в Сакском районе Крыма. Длина водотока — 17,0 км, площадь водосборного бассейна — 217,0 км².
Балка начинается в Степном Крыму севернее села Известковое и пролегает, в основном, в юго-восточном направлении, имеет 1 безымянный приток длиной менее 5 километров. Впадает в озеро Сасык-Сиваш примерно у села Лиманное на отметке — 0,6 м от уровня моря. Водоохранная зона балки установлена в 100 м. Название балке дано, видимо, по располагавшемуся в ней старинному селению Ташке при балке Ташкое.